# Nellie Fox
Jacob Nelson Fox (Municipio de St. Thomas, Pensilvania, 25 de diciembre de 1927-Baltimore, Maryland, 1 de diciembre de 1975), más conocido como Nellie Fox, fue un jugador profesional estadounidense de béisbol que se desempeñó en la posición de segunda base en las Grandes Ligas de Béisbol (MLB). Es miembro del Salón de la Fama del Béisbol.

## Carrera
Fox jugó como profesional tres temporadas en Philadelphia Athletics (1947-1949), después pasó a Chicago White Sox (1950-1963), luego a Houston Astros, donde jugó dos temporadas (1964-1965), y fue el equipo en el que se retiró.

## Reconocimiento
En 1997, ingresó como miembro al Salón de la Fama del Béisbol.